# Nubes (canción de Rauw Alejandro)
«Nubes» es una canción grabada por el cantante puertorriqueño Rauw Alejandro para su segundo álbum de estudio, Vice Versa (2021). La canción fue escrita por Alejandro, mientras que la producción estuvo a cargo de Caleb Calloway. Fue lanzado por Sony Music Latin y Duars Entertainment el 31 de agosto de 2021 como el segundo sencillo promocional del álbum. Una canción de reguetón y pop, con elementos de música electrónica, declara el amor eterno del cantante a la chica que ha conquistado su corazón.
Recibió críticas generalmente positivas de los críticos musicales, quienes felicitaron su dulzura y la describieron como "de ensueño", sin embargo, un crítico pensó que sesgaba "genérica" y "aburrida". La canción llegó a las listas de España como pista del álbum, antes de su lanzamiento como sencillo promocional. Un video musical que lo acompaña, lanzado simultáneamente con la canción, fue dirigido por Fernando Lugo. Representa a Alejandro en un viaje tropical por Puerto Rico. La pista apareció en GTA Online (2021).

## Fondo y composición
Rauw Alejandro lanzó su álbum de estudio debut "Afrodisíaco" el 13 de noviembre de 2020. Dos semanas después de terminar el trabajo en Afrodisíaco, comenzó a trabajar en su segundo álbum de estudio, Vice Versa. Este último fue lanzado para descarga digital y transmisión por Sony Music Latin y Duars Entertainment el 25 de junio de 2021, y "Nubes" se incluyó como la tercera pista.
Musicalmente, «Nubes» es una canción pop y reguetón, con elementos de música electrónica. Escrita por Alejandro y producida por Caleb Calloway, la pista dura un total de 2 minutos y 58 segundos. La canción declara el amor eterno del cantante a la chica que se ha ganado su corazón. La letra incluye, "Tú me subes a las nubes / No me dejes caer de este cielo / Me gustas tanto que tengo miedo a enamorarme de nuevo".

## Promoción y recepción
El 31 de agosto de 2021, se lanzó "Nubes" como segundo sencillo promocional de Vice Versa , con un video musical dirigido por Fernando Lugo. La imagen muestra a Alejandro en un viaje tropical por su Puerto Rico natal, "con escenas que dejarán [al público] con ganas de saborear una piña colada junto al mar". Laura Coca de Los 40 dijo que como su título sugiere, el video "nos lleva a las nubes". Continuó elogiando el visual que "representa a la perfección" lo que el cantante quiere "expresar a través de sus versos ".Rauw Alejandro World Tour y Vice Versa Tour. La pista apareció en el juego de acción y aventuras multijugador en línea GTA Online (2021).
"Nubes" recibió críticas generalmente positivas de los críticos musicales. En su reseña para The New York Times , Isabelia Herrera comparó la dulzura de la canción con la sacarina , afirmando que está "diseñada para ser un éxito de radio". Guilherme Araujo de PapelPop dijo que "evoca días soleados a lo largo de las costas de Puerto Rico", mientras que Lucas Villa de Rolling Stone describió la canción como "de ensueño". Matthew Ismael Ruiz de Pitchfork lo llamó "el sueño de los amantes", sin embargo, lo criticó por sesgar "genérico" y "aburrido". «Nubes» debutó y alcanzó el puesto 81 en la lista semanal oficial de España el 4 de julio de 2021, como pista del álbum.

## Créditos y personal
Créditos adaptados de Tidal.
- Rauw Alejandro – intérprete asociado, compositor, letrista

- Caleb Calloway – productor

- José M. Collazo "Colla" – ingeniero de masterización, ingeniero de mezcla

- Jorge E. Pizarro "Kenobi" – ingeniero de grabación

## Posicionamiento en listas
| Lista (2021)               | Mejor posición |
| -------------------------- | -------------- |
| España (Top 100 Canciones) | 81             |